# SMS Zara
O SMS Zara foi um cruzador torpedeiro operado pela Marinha Austro-Húngara e a primeira embarcação da Classe Zara, seguido pelo SMS Spalato e SMS Sebenico. Sua construção começou em agosto de 1878 no Arsenal Naval de Pola e foi lançado ao mar em novembro do ano seguinte, sendo comissionado em julho de 1882. Era armado com uma bateria principal composta por quatro canhões de 87 milímetros e quatro tubos de torpedo de 350 milímetros, tinha um deslocamento de mais de oitocentas toneladas e conseguia alcançar uma velocidade máxima de catorze nós.
O projeto da Classe Zara foi mal feito, com os navios sendo muito lentos para serem usado como batedores ou líderes de flotilha. Consequentemente, o Zara passou a maior parte das décadas de 1880 e 1890 na reserva, sendo ativado apenas ocasionalmente para participar de exercícios de treinamento junto com a frota. Foi colocado como navio de guarda na Baía de Cátaro depois do início da Primeira Guerra Mundial em 1914, função que exerceu até se tornar um navio de treinamento em 1917. Ao fim do conflito, foi entregue à Itália como prêmio de guerra e desmontado em 1921.

## Características
O Zara tinha 62,71 metros de comprimento de fora a fora, uma boca de 8,22 metros e calado de 4,1 metros, enquanto seu deslocamento era de 846 toneladas. Seu sistema de propulsão consistia em dois motores a vapor compostos verticais de dois cilindros produzidos pela Stabilimento Tecnico Triestino, com o vapor necessário provindo de cinco caldeiras cilíndricas. O Zara alcançou uma velocidade máxima de 14,29 nós (26,47 quilômetros por hora) durante seus testes marítimos a partir de 1,8 mil cavalos-vapor (1 320 quilowatts) de potência, porém sua velocidade máxima média era de catorze nós (25,9 quilômetros por hora). Sua tripulação tinha treze oficiais e 135 marinheiros.
O armamento principal da embarcação era formado por quatro canhões retrocarregáveis calibre 24 de 87 milímetros instados em montagens únicas. O armamento secundário tinha um canhão retrocarregável calibre 15 de 66 milímetros mais duas metralhadoras Nordenfeld de 25 milímetros. A embarcação também foi armada com quatro tubos de torpedo de 350 milímetros. Os tubos foram instalados individualmente: dois ficavam na proa e os outros dois nas laterais. A única blindagem que o Zara possuía era um fino convés blindado de dezenove milímetros de espessura.

## História
O batimento de quilha do Zara ocorreu em 1º de agosto de 1878 no estatal Arsenal Naval de Pola. Ele foi lançado ao mar em 13 de novembro de 1879, depois do qual a Stabilimento Tecnico Triestino entregou seus motores. Sua construção marcou o primeiro grande uso pela Marinha Austro-Húngara de aço Bessemer produzido nacionalmente. Seus testes marítimos foram inicialmente marcados para 28 e 29 de abril de 1881, mas uma tempestade os adiou até 6 de maio. Ele alcançou uma velocidade média de 14,12 nós (26,15 quilômetros por hora), menos do que a velocidade projetada de pelo menos quinze nós (28 quilômetros por hora). O engenheiro naval A. Waldvogel propôs substituir as duas hélices de bronze com modelos maiores de aço a fim de aumentar a velocidade, mas durante novos testes realizados entre 14 e 24 de novembro o navio alcançou apenas catorze nós (25,9 quilômetros por hora) com suas novas hélices e em potência total.
O Zara foi comissionado em 17 de julho de 1882. Descobriu-se logo em seguida que a embarcação tinha vários defeitos: ele balançava seriamente, a ventilação era ruim e seus tubos de torpedo da proa não funcionavam tão eficientemente como planejado. Também era muito lento para ser usado como navio de reconhecimento ou líder de uma flotilha de barcos torpedeiros. Consequentemente, teve muito pouco serviço ativo. O Zara participou em setembro de 1882 de uma demonstração das embarcações torpedeiras da frota para o imperador Francisco José I em Pola. Francisco José subiu a bordo para observar um grupo de barcos torpedeiros lançar um ataque contra uma escuna antiga. Seus tubos da proa foram reconstruídos em 1885 e no ano seguinte a embarcação foi designada para a escola de treinamento de torpedos. Uma canhão Hotchkiss de 47 milímetros foi instalado na proa em 1886. Mais quatro canhões de 47 milímetros, do tipo L/33 de disparo rápido, foram adicionados em 1887, dois em cada lateral.
O navio entrou na reserva pela primeira vez em 1888, porém foi reativado temporariamente no ano seguinte para participar de um cruzeiro de treinamento de verão com o resto da frota. O Zara ficou fora de serviço de 1890 até 17 de maio de 1894, quando foi recomissionado para ajudar o navio a vapor britânico SS Palmyra, que tinha encalhado próximo de Medolino. Isto terminou em 1º de abril, com a embarcação sendo colocada na reserva novamente. O Zara voltou a atuar para a escola de torpedos em 1897, recebendo novas caldeiras no ano seguinte. Os trabalhos de reforma terminaram em 1899 e testes marítimos foram realizados de 14 a 26 de agosto, durante os quais a embarcação alcançou uma velocidade de 10,94 nós (20,26 quilômetros por hora). Voltou para a reserva em 1900 e em 1901 participou de outro cruzeiro de treinamento de verão.
O Zara passou 1902 na reserva, retornando a servir à escola de torpedos de 1903 a 1906, quando foi convertido totalmente em um navio de treinamento. Ele realizou cruzeiros de treinamento pelo litoral da Dalmácia de 1907 até 16 de setembro de 1913. Em 14 de outubro foi redesignado como navio auxiliar da escola de torpedos, posição que manteve até 21 de maio de 1914, quando foi designado para a escola de cadetes navais. Entretanto, foi convertido em um navio de guarda no dia 28 de junho na Baía de Cátaro, mesmo dia que o arquiduque Francisco Ferdinando foi assassinado em Sarajevo, evento estopim da Primeira Guerra Mundial. O navio exerceu essa função até junho de 1917.
O navio voltou para a escola de cadetes e partiu para Pola em 18 de junho. Uma explosão acidental abriu um grande buraco na proa às 12h55min enquanto passava pela ilha de Lacroma, porém os danos foram acima da linha d'água e o Zara chegou em Ragusa. Reparos temporários foram feitos a fim de garantir que o casco estivesse forte o suficiente para permitir que ele continuasse até Pola, onde chegou no dia 26. Uma comissão determinou que a causa da explosão foi uma ogiva deteriorada de um de seus tubos de torpedo, porém algumas fontes posteriores afirmam que ele bateu em uma mina. Sua proa foi reparada e o Zara continuou com a escola de cadetes até o fim da guerra em novembro de 1918. Os Aliados tomaram quase toda a frota austro-húngara como prêmio de guerra, com o Zara sendo entregue à Itália e desmontado em 1921.